# 菊池経隆
菊池 経隆（きくち つねたか、生没年不詳）は、平安時代の武将、菊池一族の二代目当主。別名は兵藤警護太郎。父は菊池一族の初代当主である菊池則隆。

## 経歴・人物
肥後菊池氏初代当主の菊池則隆の子として生まれる。菊池経隆は生涯についてはあまり記されていないが、後に父の後を継ぎ二代目当主となる寛治年間に出羽の秋田諏訪宮と八幡宮を勧請したと考えられている。没後、熊本県八代市の出田若宮神社に墓が建てられたとされているが、墓碑などはない。

## 年表
| 和暦     | 西暦       | 月日 | 数え年 | 内容                                         |
| 平安時代 | 794-1185年 | 不明 | 1歳    | 誕生（熊本県、父 菊池則隆）                  |
| 平安時代 | 794-1185年 | 不明 | 不明   | 勧請（秋田県の秋田諏訪宮や八幡宮などを勧請） |
| 平安時代 | 794-1185年 | 不明 | 不明   | 死亡（墓所は若宮神社）                       |

## 関連人物
- 初代・則隆（父）
- 二代・経隆
- 三代・経頼（子）
- 四代・経宗（孫）
- 五代・経直
- 六代・隆直
- 七代・隆定
- 八代・能隆
- 九代・隆泰
- 十代・武房
- 十一代・時隆
- 十二代・武時
- 十三代・武重
- 十四代・武士
- 十五代・武光
- 十六代・武政
- 十七代・武朝
- 十八代・兼朝
- 十九代・持朝
- 二十代・為邦
- 二十一代・重朝
- 二十ニ代・能運
- 二十三代・政隆
- 二十四代・武包